# Glossobalanus indicus
Glossobalanus indicus — вид напівхордових родини Ptychoderidae класу Кишководишні (Enteropneusta).

## Поширення
Вид зустрічається на східному узбережжі Індії. Типовий зразок виду виявлений поблизу міста Мадрас.